# Бентън Сити
Бентън Сити (на английски: Benton City) е град в окръг Бентън, щата Вашингтон, САЩ. Бентън Сити е с население от 2624 жители (2000) и обща площ от 4,5 km². Намира се на 152 m надморска височина. ЗИП кодът му е 99320, а телефонният му код е 509.